# Neophygopoda exilis
Neophygopoda exilis là một loài bọ cánh cứng trong họ Cerambycidae.